# Charles Darwin
Charles Robert Darwin (Shrewsbury, 12 febbraio 1809 – Londra, 19 aprile 1882) è stato un biologo, naturalista, geologo ed esploratore britannico, celebre per aver formulato la teoria dell'evoluzione delle specie vegetali e animali per selezione naturale agente sulla variabilità dei caratteri ereditari, e della loro diversificazione e moltiplicazione per discendenza da un antenato comune.

Firma di Charles Darwin

Pubblicò la sua teoria sull'evoluzione delle specie nel libro L'origine delle specie (1859), che è il suo lavoro più noto. Inoltre egli raccolse molti dei dati su cui basò la sua teoria durante un viaggio intorno al mondo sulla nave HMS Beagle, e in particolare durante la sua sosta alle Galápagos.

## Biografia

### La gioventù e la formazione scolastica
Nacque a Shrewsbury, città del Regno Unito nella contea dello Shropshire, quinto dei sei figli di Robert Darwin (1766-1848), medico generico del paese con una positiva carriera professionale, e Susannah Wedgwood (1765-1817), ereditiera di una famiglia benestante di imprenditori attivi nell'industria della ceramica; la famiglia di Charles era formata dal ramo paterno da liberali e non credenti, e quello materno da cristiani unitariani favorevoli al progresso tecnologico e scientifico.
Le famiglie dei Darwin e Wedgwood erano inoltre legate assieme dal forte attivismo politico e dall'appoggio alle riforme sociali: abolizione della schiavitù, diritti ed emancipazione delle donne, pari opportunità per donne e uomini in ambito scolastico e lavorativo, protezione degli artisti, filantropia e abbattimento dei privilegi di casta.

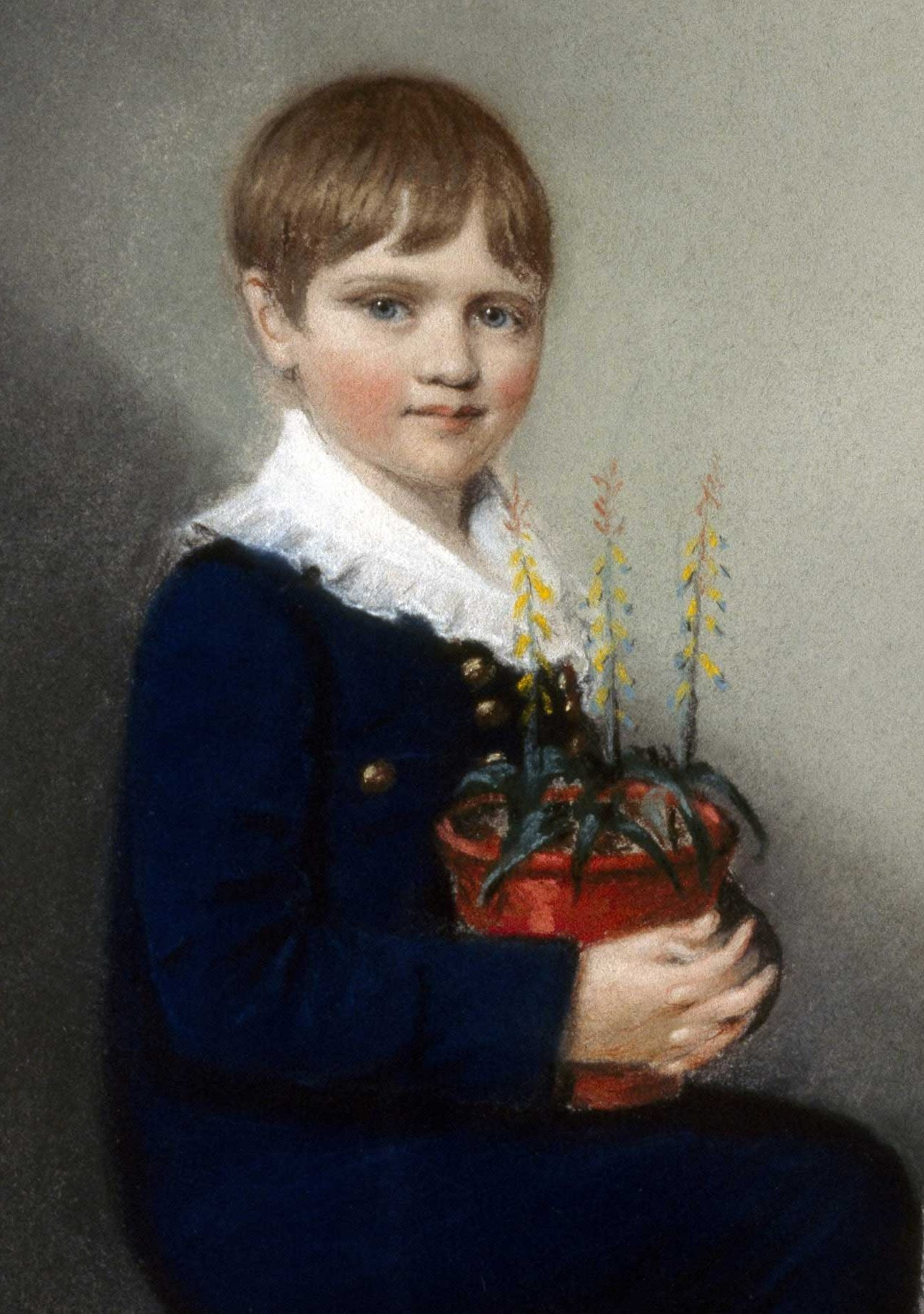
Darwin a sette anni nel 1816

Da scolaro lesse il testo The Natural History and Antiquities of Selborne, testo diffuso in quel tempo, contenente le osservazioni di campagna scritte dal naturalista Gilbert White, considerato uno dei padri fondatori della storia naturale. Darwin ne restò affascinato e iniziò a collezionare insetti, rocce e minerali, a osservare gli uccelli dei dintorni del paese e a praticare la caccia.
Nel 1818 terminate le scuole primarie, fu ammesso alla Shrewsbury School, la rinomata scuola del dottor Samuel Butler a Shrewsbury, dove mostrò maggiore interesse per la geometria e la matematica, trascurando lo studio dei classici antichi, che non riuscivano a coinvolgerlo pienamente. Nel tempo libero collezionava uova di uccelli, insetti e assieme al fratello Erasmus eseguiva esperimenti chimici nel capanno degli attrezzi, nel giardino della loro casa: luogo in cui i due fratelli erano stati relegati dal padre, che non sopportava gli odori nauseabondi prodotti dagli stessi esperimenti. Si ritrovò, grazie a tale attività, col soprannome di Gas.
Nel 1825, due anni prima di completare gli studi, all'età di sedici anni, fu iscritto dal padre all'Università di Edimburgo, in Scozia, presso la Facoltà di Medicina e Chirurgia. La rozzezza della chirurgia del tempo e il suo disgusto per la dissezione (si narra che, su due interventi chirurgici cui assistette, in entrambi i casi si sentì male) lo portarono ad abbandonare la Scuola di Medicina nel 1827. Durante il suo soggiorno a Edimburgo, Charles seguì anche le letture di ornitologia di Audubon e trovò modo di imbarcarsi in mare con i pescatori di ostriche di Newhaven e compiere ricerche negli stagni locali, che gli fruttarono la sua prima relazione scientifica di fronte a una società studentesca, la Plinian Society. Nello stesso periodo Darwin conobbe lo zoologo lamarckiano Robert Edmond Grant, il quale aveva letto anche le opere del nonno Erasmus, in particolare il trattato Zoonomia, ed esercitò una notevole influenza sulla formazione scientifica del giovane Charles.

### Studi universitari a Cambridge
Il padre, deluso dagli insuccessi negli studi di medicina e preoccupato per il suo futuro, lo mandò nel 1828 nel Christ's College dell'università di Cambridge, sperando in una sua carriera ecclesiastica. Anche lì, tuttavia, il giovane Charles ebbe l'impressione di sprecare il suo tempo, "imbrancato in una folla di perdigiorno che comprendeva giovani corrotti e di dubbia moralità". Tuttavia, proprio a Cambridge, Darwin fu fortemente influenzato da personalità scientifiche quali William Whewell e il botanico ed entomologo John Stevens Henslow.
Charles Darwin, durante il suo periodo di studi a Cambridge, nutriva una grande passione per la collezione di insetti, in particolare coleotteri. Questo interesse lo portò a diventare uno dei contributori di una delle opere più influenti sull'entomologia britannica: Illustrations of British entomology di James Francis Stephens. Come egli stesso raccontò nella sua autobiografia, la sua attività di collezionista era mossa più da una passione per la raccolta che da un interesse scientifico profondo, dato che raramente eseguiva dissezioni o confrontava gli insetti con descrizioni pubblicate. Il suo approccio era principalmente pratico e impulsivo: ad esempio, una volta, nel tentativo di raccogliere un coleottero raro, mise uno degli insetti in bocca per non perderlo, ma l'insetto spruzzò un liquido irritante che lo costrinse a sputarlo.

Nonostante il suo approccio non convenzionale, Darwin ottenne un grande successo nella raccolta e inventò metodi innovativi, come l'assunzione di un aiutante per raschiare muschio dalle vecchie cortecce o raccogliere detriti dai fondi delle chiatte nei fiumi. Questi metodi gli permisero di raccogliere specie rare. La sua soddisfazione fu enorme quando vide il suo nome, seppur in forma modificata, apparire nell'opera di Stephens.
(Charles Darwin, Autobiografia)
sebbene le parole esatte utilizzate nella pubblicazione fossero leggermente diverse: "catturato dal Rev. F. W. Hope e da C. Darwin, Esq., nel Galles del Nord" e "preso nel Galles del Nord da C. Darwin, Esq." . Darwin è citato con delle sue osservazioni in 31 voci dell'opera, e in altre due è semplicemente nominato come collezionista senza ulteriori dettagli.
Questo periodo rappresenta uno dei primi esempi di coinvolgimento di Darwin in studi entomologici, che successivamente avrebbero avuto un ruolo significativo nella sua formazione scientifica.
Nel 1831 conseguì il Bachelor of Arts a Cambridge. Nel contempo si dedicò all'approfondimento degli studi di botanica sotto la guida del professor John Stevens Henslow e alla lettura dei libri dei naturalisti dell'epoca, fra cui l'astronomo John Herschel e l'esploratore Alexander von Humboldt che prese a modello e di cui nutrì sempre una stima profonda. Nell'estate del 1831 accompagnò il geologo Adam Sedgwick in un'escursione nel Galles del nord, dove fece un'interessante esperienza sul campo di rilievi stratigrafici.

### La carriera scientifica di Darwin

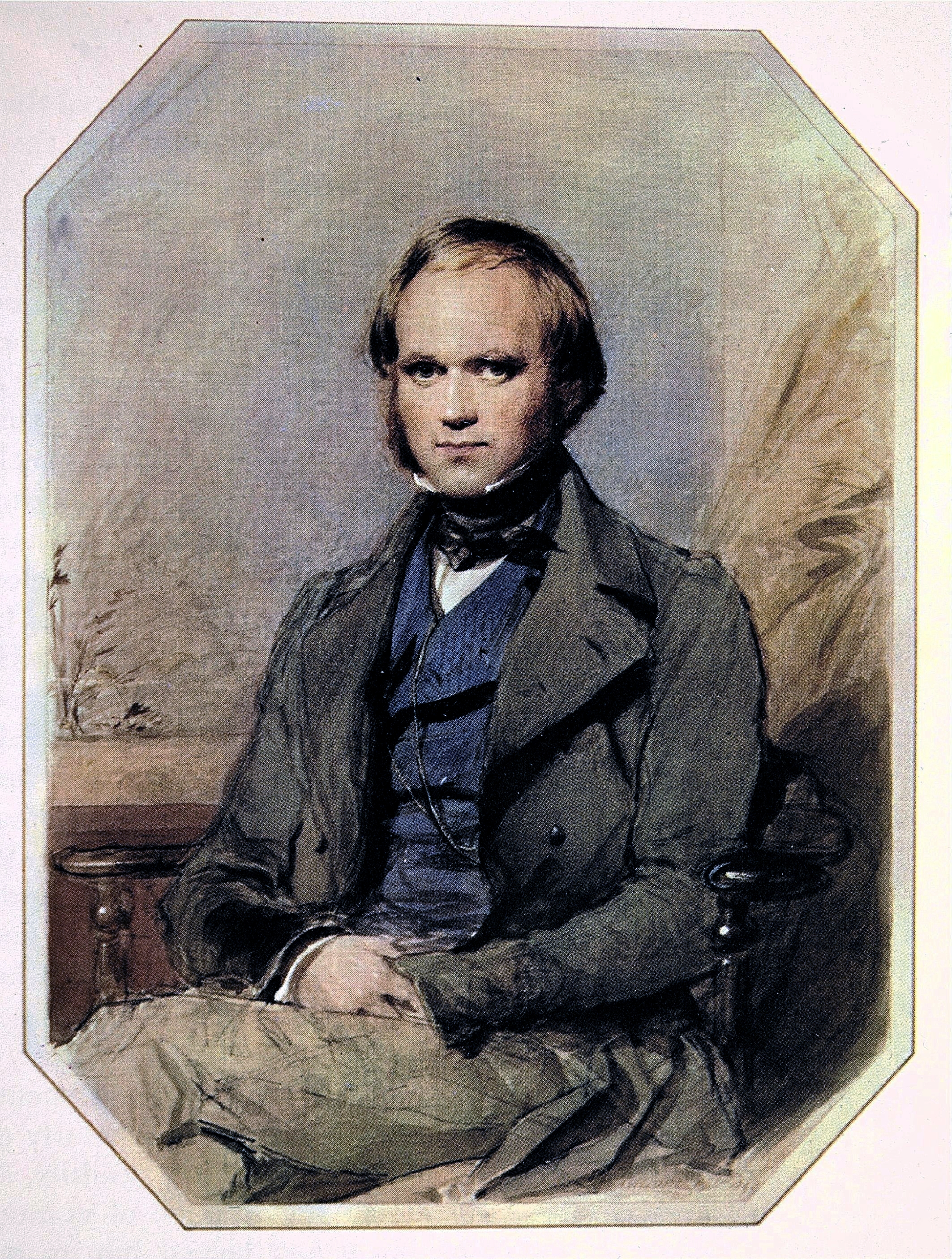
Charles Darwin in un ritratto ad acquerello di George Richmond sul finire degli anni trenta del XIX secolo

Proprio quando il ventiduenne Darwin era appena rientrato dalla spedizione in Galles, l'Ammiragliato britannico aveva messo a punto una spedizione intorno al mondo della nave Beagle, agli ordini del comandante Robert Fitzroy. Come naturalista di bordo era già stato proposto il reverendo Leonard Jenyns, stimato entomologo, ma questi si era ritirato all'ultimo momento, ragion per cui Henslow, il 25 agosto 1831, scrisse a Darwin una lettera in cui gli proponeva di prendere il suo posto con queste parole:

Ho assicurato che tu sei la persona più adatta che io conosca, e questo non perché ti creda un naturalista rifinito, bensì perché ti ritengo altamente qualificato per raccogliere, osservare, descrivere tutto ciò che andrà descritto in materia di storia naturale. [...] Inoltre, il capitano Fitzroy non accoglierebbe a bordo nessuno, per quanto ottimo scienziato, che non gli venga raccomandato anche come gentiluomo.

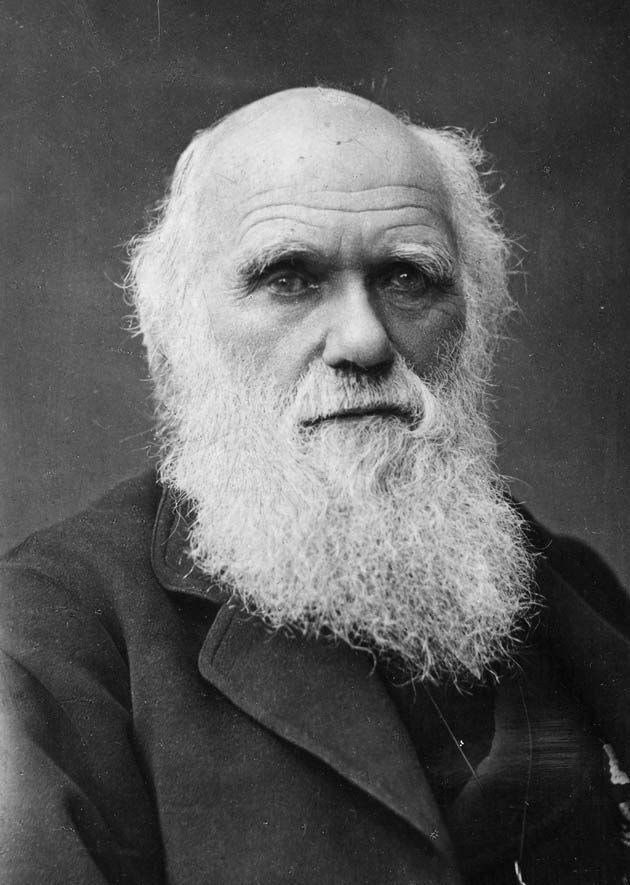
Darwin nel 1881

Nello stesso periodo, l'astronomo George Peacock, cui lo stesso Henslow aveva consigliato il nome di Darwin in luogo di quello del reverendo Jenyns, scriveva a Darwin per consigliargli caldamente di accettare l'offerta, precisando tuttavia che per la spedizione, in ragione della sua complessità, non era stato fissato alcun limite temporale, se non la data della partenza (posteriore di circa un mese rispetto alla data della lettera), e che inoltre l'Ammiragliato non era disposto a corrispondergli alcuna retribuzione. Si premurava tuttavia di sottolineare che «la missione è organizzata a scopo scientifico e, di massima, la nave attenderà comunque che voi abbiate atteso con comodità alle vostre ricerche naturalistiche».
Il padre tuttavia, insospettito dal fatto che per una spedizione di sì ampia portata non avessero trovato altri che lui (e per giunta senza ritorno economico) fu contrario fin dall'inizio. Il giovane Darwin scrisse pertanto una lettera di diniego e il giorno dopo si diresse in campagna, presso la casa dello zio Josiah Wedgwood, proprietario di una ben avviata fabbrica di ceramiche, con lo scopo di dedicarsi per qualche giorno alla caccia alla pernice prima che ricominciassero le lezioni. Fu proprio lo zio Josiah che, venuto a sapere dell'enorme occasione appena rifiutata, convinse Charles a tornare sui suoi passi, convincendo anche il padre di quest'ultimo.
Così, il 2 settembre Darwin si recò in diligenza a Cambridge, dove tuttavia venne a sapere da Henslow che per il suo posto, da lui inizialmente rifiutato, s'era nel frattempo fatto avanti un certo Chester, e che la sua conferma sarebbe pertanto dipesa esclusivamente dalla buona impressione che fosse riuscito a suscitare nel capitano Fitzroy.
La fortuna gli venne comunque in aiuto, giacché il capitano, per quanto aristocratico, autoritario e di idee politiche opposte alle sue, fu ben impressionato dal suo entusiasmo e dalla sua raffinatezza, sicché l'accordo fu raggiunto. Darwin non sapeva, in realtà, che una delle finalità del viaggio, nella mente di Fitzroy, era esattamente opposta alla sua: oltre a completare il rilevamento geografico di terre fino ad allora in parte inesplorate, il capitano si proponeva anche lo scopo di rinvenire prove scientifiche degli avvenimenti descritti nella Bibbia, con particolare riferimento alla Genesi.

#### Il viaggio fra Capo Verde e le Galápagos

Il viaggio del Beagle

Il viaggio iniziò il 27 dicembre 1831. Nel lungo periodo trascorso tra mari e terre, in cui inoltre soffrì molto di mal di mare e nausea, Darwin ebbe modo di sviluppare quelle capacità osservative e analitiche che gli hanno reso possibile la formulazione di un principio biologico rivoluzionario, apparentemente contro intuitivo, ma che doveva rivelarsi l'unico modo veramente scientifico di interpretare le dislocazioni e le varietà delle specie viventi nei differenti contesti e posti. La possibilità di lavorare direttamente sul campo durante tutta la durata della spedizione gli permise di studiare in maniera diretta sia le caratteristiche geologiche di continenti e isole sia un gran numero di organismi viventi e fossili.
Nel suo percorso visitò le isole di Capo Verde, le isole Falkland (o isole Malvine), la costa del Sud America, le isole Galápagos e l'Australia. Trascorse nel corso del viaggio, oltre tre anni sulla terra e 18 mesi in mare.

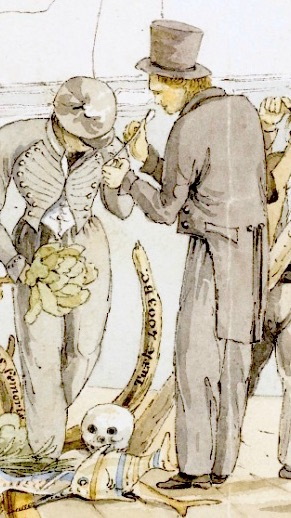
Darwin (a destra) sul ponte del Beagle a Bahía Blanca in Argentina, con fossili; caricatura di Augustus Earle, l'artista iniziale della nave

Di ritorno a Falmouth nel 1836, assurse a notorietà nella comunità scientifica. Egli aveva infatti raccolto metodicamente un gran numero di campioni sconosciuti alla scienza che, conferiti al British Museum, erano già di per sé un notevole ed ineguagliato contributo scientifico. Darwin, analizzando i reperti che aveva raccolto, notò somiglianze tra fossili e specie viventi della stessa area geografica, comprendendo che ogni isola dell'arcipelago delle Galápagos aveva proprie forme di tartarughe ed uccelli, differenti per aspetto, dieta e molti altri aspetti, ma allo stesso tempo conservavano caratteristiche simili tra individui.
Nella primavera del 1837 alcuni ornitologi del British Museum informarono Darwin che gli uccelli che egli aveva raccolto alle Galápagos appartenevano tutte a un gruppo di specie della sottofamiglia Geospizinae, all'interno della famiglia Fringillidae, in cui ritroviamo i comuni fringuelli. Ciò, unitamente alla rilettura del saggio del 1798 di Thomas Malthus sulla popolazione, innescò una catena di pensieri che culminarono nella teoria dell'evoluzione per selezione naturale e sessuale. Darwin ipotizzò che le diverse tartarughe che aveva osservato avessero avuto origine da un'unica specie e si fossero diversamente adattate nelle varie isole dell'arcipelago.

#### Matrimonio
Il 29 gennaio 1839 nella chiesa di St. Peter a Maer, Darwin sposò Emma Wedgwood, sua cugina di primo grado, con la quale si era fidanzato l'11 novembre 1838. Charles ed Emma trascorsero i loro primi anni di vita matrimoniale in una casa a Londra, al 12 di Gower Street, dove nacquero i loro primi due figli. Nel 1842 si trasferirono a Down House, nelle campagne del Kent, dove avrebbero trascorso il resto della loro vita e dove ebbero altri otto figli. Emma, di notevole spessore intellettuale e di elevata cultura, costituì per Darwin un punto di riferimento continuativo e costante. Tra le altre cose, collaborò alla revisione dei testi prodotti con annotazioni e consigli, aiutò Darwin nelle relazioni con i colleghi di altre nazionalità grazie alla sua ampia conoscenza linguistica e ne supportò i frequenti malesseri e difficoltà.

#### Figli
- William Erasmus Darwin (1839–1914)
- Anne Elizabeth Darwin (1841–1851)
- Mary Eleanor Darwin (1842)
- Henrietta Emma "Etty" Darwin (1843–1927)
- George Howard Darwin (1845–1912)
- Elizabeth Darwin (1847–1926)
- Francis Darwin (1848–1925)
- Leonard Darwin (1850–1943)
- Horace Darwin (1851–1928)
- Charles Waring Darwin (1856–1858)

#### Teorie

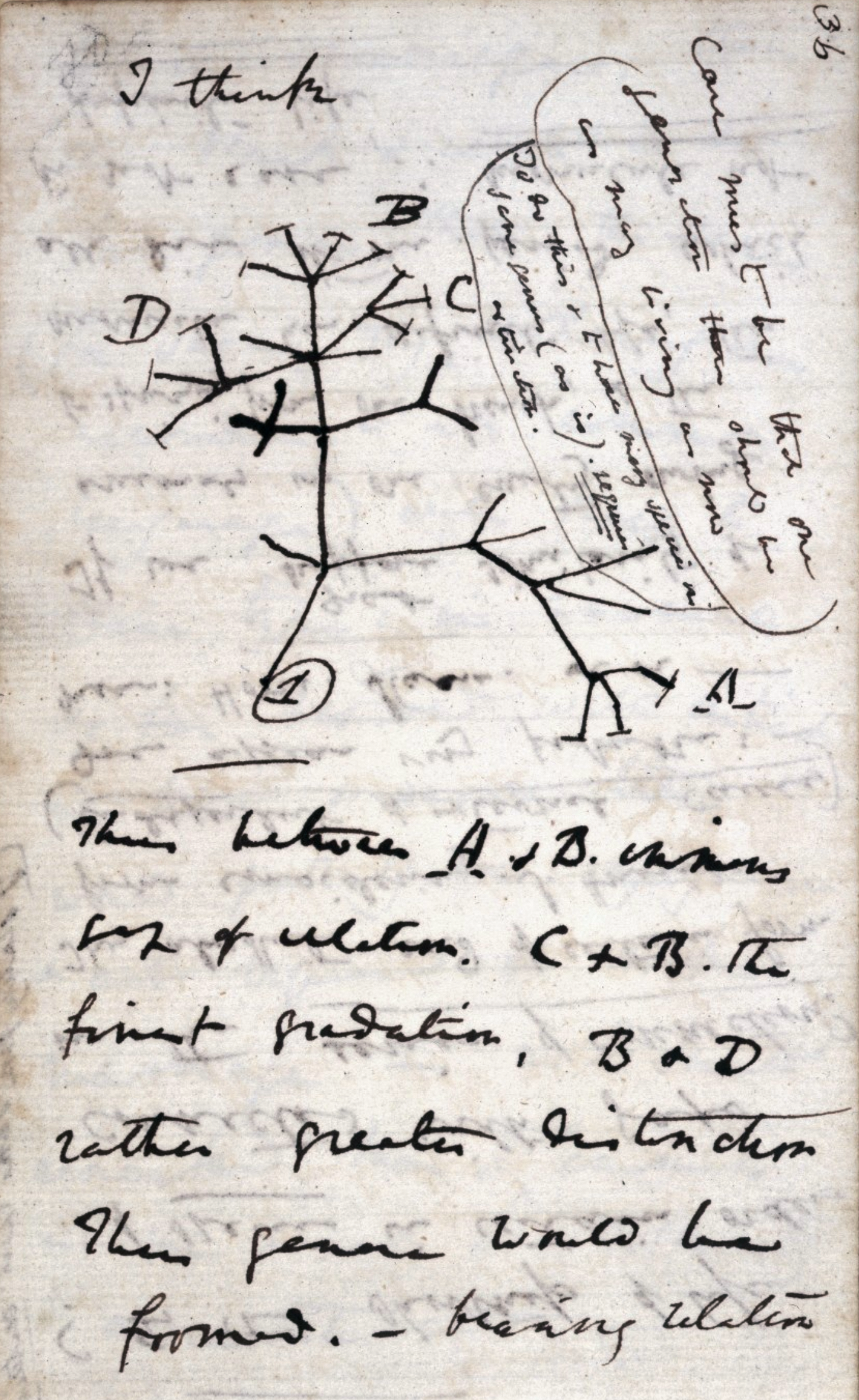
A metà luglio 1837 Darwin iniziò il suo taccuino "B" sulla Trasmutazione delle specie, e a pagina 36 scrisse "Penso" sopra il suo primo albero evolutivo

Sulla base di tali riflessioni, e in sintonia con i Principi di geologia di Charles Lyell e il Saggio sul principio di popolazione di Malthus (in cui si teorizzava il concetto di disponibilità di risorse alimentari intesa come limite alla numerosità delle popolazioni animali), Darwin scrisse gli appunti sulla trasformazione delle specie. Ben consapevole dell'impatto che la sua ipotesi avrebbe avuto sul mondo scientifico, Darwin si mise a indagare attivamente alla ricerca di eventuali errori, facendo esperimenti con piante e piccioni e consultando esperti selezionatori di diverse specie animali. Nel 1842 stese un primo abbozzo della sua teoria, e nel 1844 iniziò a redigere un saggio di 240 pagine in cui esponeva una versione più articolata della sua idea originale sulla selezione naturale. Fino al 1858 (anno in cui Darwin si sarebbe presentato alla Linnean Society di Londra) non smise mai di limare e perfezionare la sua teoria.
Con la teoria evoluzionistica Darwin dimostrò che l'evoluzione è l'elemento comune, il filo conduttore della diversità della vita. Secondo una visione evolutiva della biologia, i membri dello stesso gruppo si assomigliano perché si sono evoluti da un antenato comune. Secondo questo modello le specie sono originate in un processo di “discendenza con variazione”. Fatto ancora più importante, nel suo trattato sull'origine delle specie, Darwin propose la selezione naturale come meccanismo principale con cui la variazione porta alla speciazione e dunque all'evoluzione di nuove specie.
La teoria evoluzionistica di Darwin si basa su tre presupposti fondamentali:
1. Riproduzione: tutti gli organismi viventi si riproducono con un ritmo tale che, in breve tempo, il numero di individui di ogni specie potrebbe non essere più in equilibrio con le risorse alimentari e l'ambiente messo loro a disposizione.
2. Variazioni: tra gli individui della stessa specie esiste un'ampia variabilità dei caratteri; ve ne sono di più lenti e di più veloci, di più chiari e di più scuri, e così via.
3. Selezione: esiste una lotta continua per la sopravvivenza tra gli individui all'interno della stessa specie e anche con le altre specie. Nella lotta sopravvivono gli individui più adatti, cioè quelli che meglio sfruttano le risorse dell'ambiente e generano una prole più numerosa.

Darwin affermò che l'evoluzione di nuove specie avviene attraverso un accumulo graduale di piccoli cambiamenti casuali. Quelli positivi, cioè favorevoli alla sopravvivenza dell'individuo che ne è portatore, fanno sì che quell'individuo possa riprodursi più facilmente e quindi trasmettere le proprie caratteristiche ai discendenti. Ciascuna specie presenta un proprio adattamento all'ambiente evolvendosi mediante la selezione naturale; comprendere in che modo gli adattamenti si sono evoluti per selezione naturale è il compito della biologia evoluzionistica.
La teoria dell'evoluzione delle specie è uno dei pilastri della biologia moderna. Nelle sue linee essenziali, è riconducibile all'opera di Charles Darwin, che vide nella selezione naturale il motore fondamentale dell'evoluzione della vita sulla Terra. Ha trovato un primo riscontro nelle leggi di Mendel sull'ereditarietà dei caratteri nel secolo XIX, e poi, nel XX, con la scoperta del DNA e della sua variabilità.
La teoria dell’evoluzione risulta inoltre applicabile in medicina, come nel caso delle cellule tumorali: i cloni di cellule tumorali che riescono meglio a ricavare risorse dall’ambiente (l’organismo stesso, ad esempio tramite la neo angiogenesi) ed a sfuggire dall’azione del sistema immunitario, sono le stesse che con maggiore probabilità riusciranno a replicare e a portare alla formazione di una massa tumorale. In questo caso la pressione selettiva è rappresentata dalle difese dell’organismo.

#### Altri trattati e l'avventura sulBeagle
Darwin pubblicò altri trattati scientifici, tra cui nel 1839 la spiegazione della formazione degli atolli corallini nel Pacifico del sud e il resoconto del suo viaggio a bordo della HMS Beagle, con il titolo il Viaggio di un naturalista intorno al mondo.
La Zoologia del viaggio della H. M. S. Beagle venne pubblicata, in cinque volumi, fra il 1839 e il 1843. In quel periodo, Darwin ebbe una fitta corrispondenza scientifica con Alfred Russel Wallace, che si trovava a lavorare nelle Isole del Pacifico meridionale. Nel giugno del 1858, Wallace gli espose una propria teoria dell'evoluzione. Nello stesso periodo, alcuni amici di Darwin lo persuasero a rendere pubbliche le sue idee.
Le osservazioni di Charles Darwin sullo sviluppo dei figli diedero inizio alla ricerca che culminò nel libro L'espressione delle emozioni nell'uomo e negli animali, pubblicato nel 1872, e nel suo articolo "Uno schizzo biografico di un bambino", pubblicato in mente nel 1877.

#### La selezione degli animali domestici

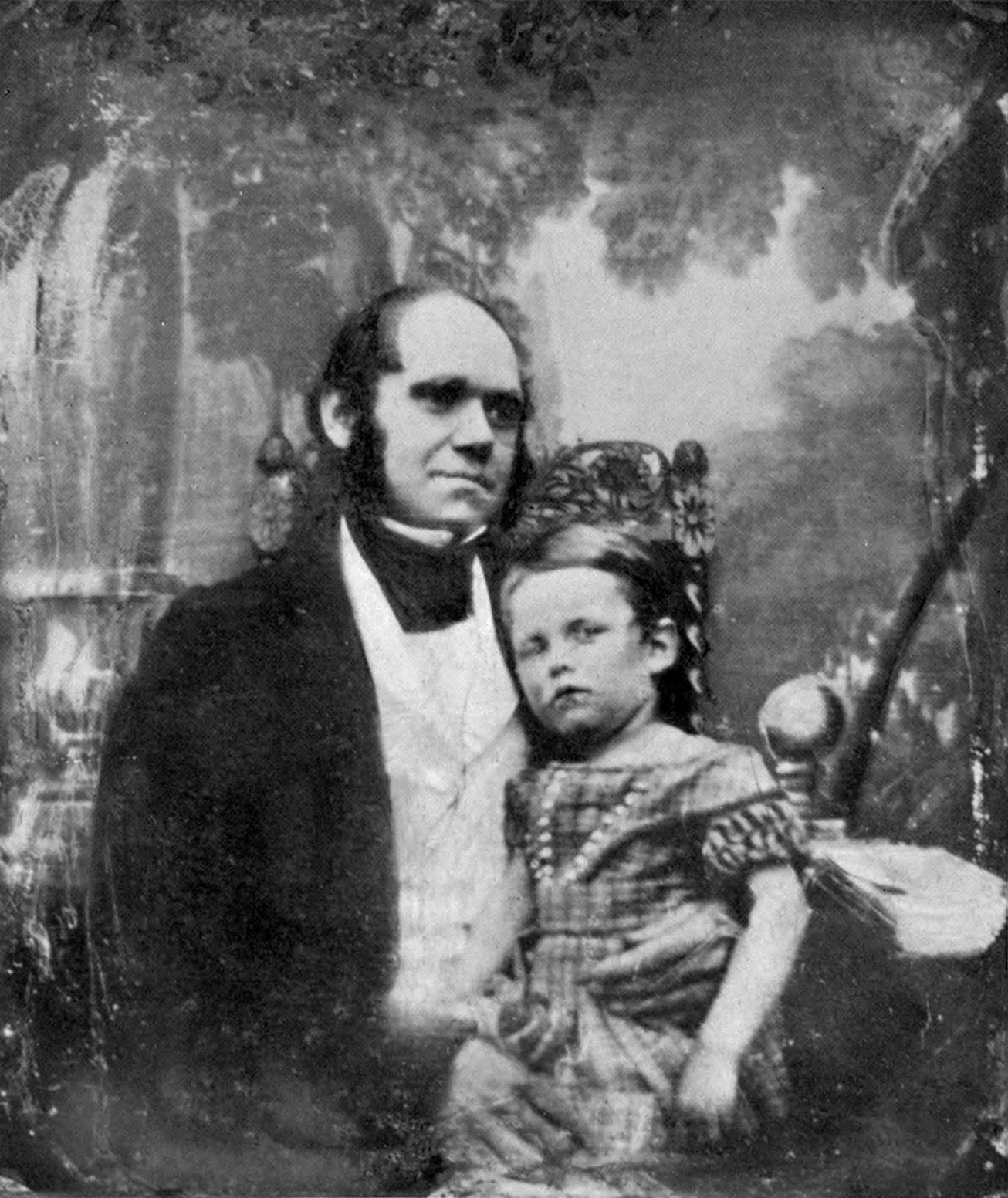
Darwin nel 1842 con il figlio maggiore, William Erasmus Darwin

Charles Darwin studiò la selezione degli esseri viventi nelle condizioni di vita selvatica, condizioni studiate nel corso del viaggio sul brigantino Beagle. Si tende a dimenticare, invece, che Darwin dedicò lunghi anni e immensa attenzione alla selezione dei vegetali coltivati e degli animali domestici, tra i quali i riproduttori non sono scelti dalla prevalenza del più adatto, che regola la riproduzione allo stato selvaggio, ma per scelta dell'uomo che preferisce un riproduttore a un altro sulla base del vantaggio economico, come avviene per bovini e suini, o per semplici considerazioni estetiche, come accade per cani e colombi. Si può ricordare che nelle campagne inglesi era in corso, da alcuni decenni, la selezione in senso moderno delle razze di fondamentale interesse economico: bovini, ovini e suini.
Darwin dedicò la più attenta considerazione all'opera degli allevatori dell'Isola, ed effettuò sulle loro procedure considerazioni fondamentali, che possono considerarsi la prima riflessione scientifica sul "miglioramento" degli animali allevati. Studiando l'opera degli allevatori del proprio paese, come quella dei colombofili e dei cinofili londinesi, lo scienziato britannico compose la propria opera più voluminosa: La variazione delle piante e degli animali in condizione di domesticità.

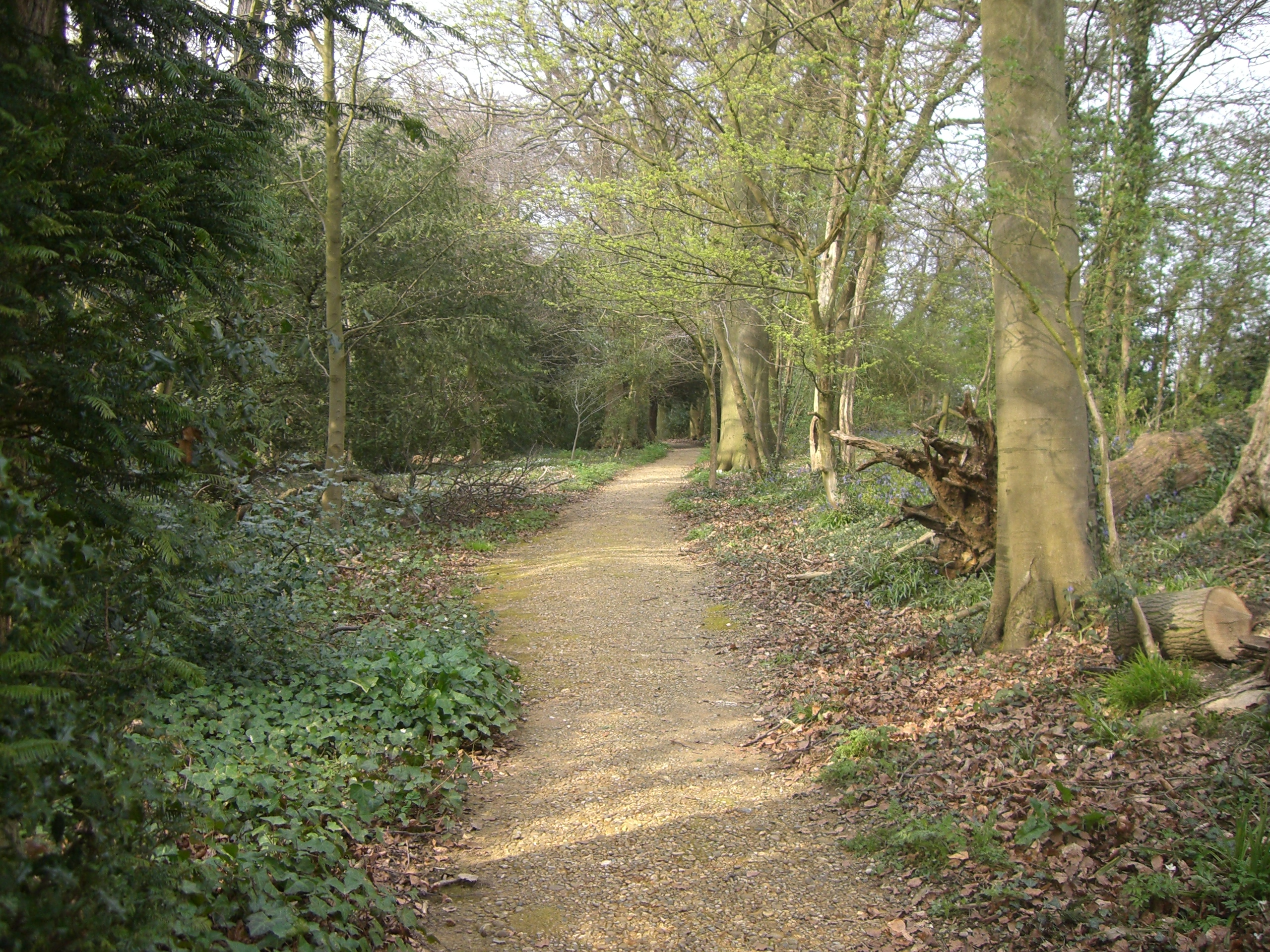
La "passeggiata sulla sabbia" di Darwin a Down House nel Kent era il suo consueto "percorso di pensiero"

Siccome, nella propria selezione, l'uomo altera radicalmente i meccanismi naturali, e produce esseri viventi dai caratteri spesso opposti a quelli che avrebbe conservato la selezione naturale, lo scienziato britannico concepì i propri studi sugli effetti della domesticazione come il complemento logico essenziale delle indagini sulla selezione naturale.
L'importanza di questi studi non è riconosciuta da una parte cospicua degli autori delle opere su Darwin, che limitano la propria attenzione alle indagini sulla selezione naturale.

### Pubblicazione della teoria della selezione naturale

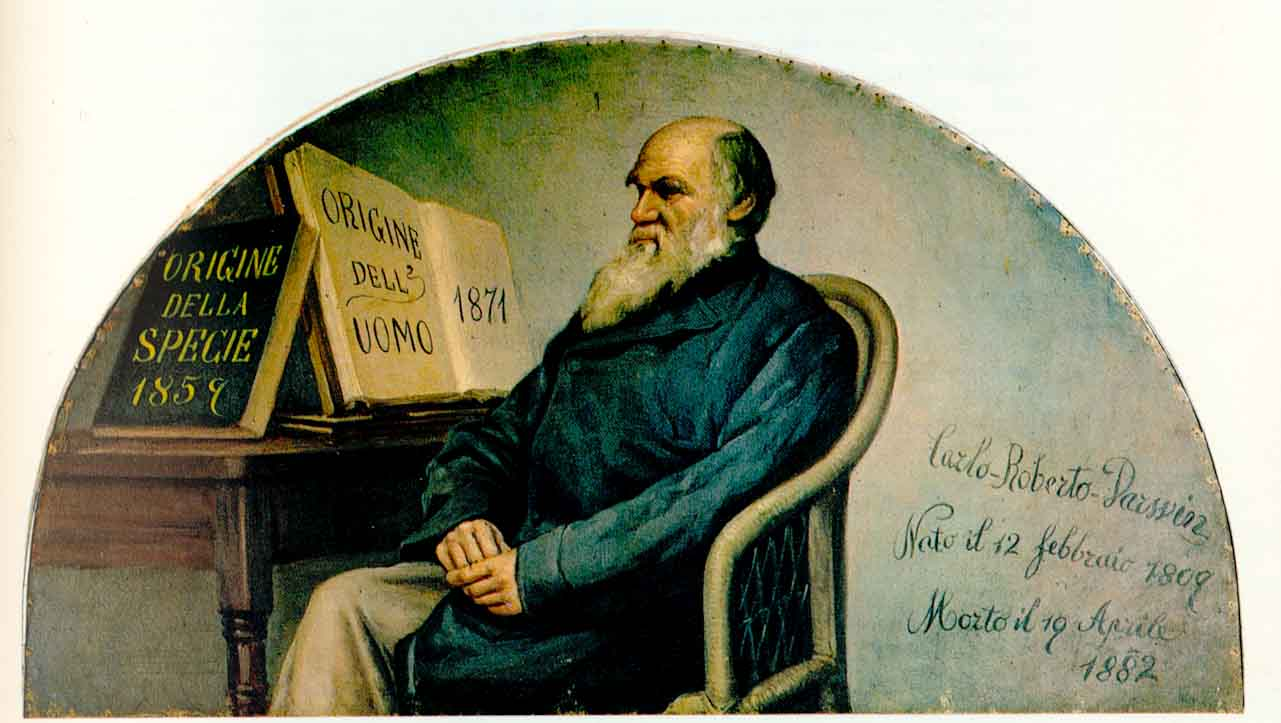
Panello del 1890, esposto nel Museo di anatomia umana (Torino), celebrante Darwin e i suoi scritti principali

Dal 1856 Darwin aveva iniziato a investigare su come uova e semi avrebbero potuto sopravvivere a un viaggio e diffondere specie oltre oceano. Joseph Hooker aveva incrementato i dubbi della visione tradizionale, in cui si pensava che le specie non potessero mai cambiare, convinzione già messa in discussione dalla comparsa della teoria evolutiva di Jean-Baptiste de Lamarck. Il grande geologo Charles Lyell era interessato alle ricerche di Darwin, che però non condivideva, ritenendole eccessivamente radicali nelle conclusioni.
Quando egli ricevette dall'isola di Ternate un articolo di Alfred Russel Wallace sull'evoluzione delle specie, vide delle somiglianze con il lavoro di Darwin. Il pensiero di quest ultimo non sembrava però minacciato; egli continuò le sue ricerche, raccogliendo informazioni su esemplari da naturalisti di tutto il mondo, incluso lo stesso Wallace che in quel periodo stava lavorando nel Borneo. Il botanico americano Asa Gray mostrò interessi simili, e il 5 settembre del 1857 Darwin gli inviò una descrizione dettagliata delle sue idee, incluso un estratto de “La selezione naturale”.
Il libro di Darwin era in fase di sviluppo quando, il 18 giugno 1858, ricevette una lettera da Wallace che descriveva la propria idea riguardo alla selezione naturale, che risultava essere quasi identica alla teoria che lui stava oramai sviluppando da anni; egli rimase scioccato dal fatto di essere stato preceduto, perciò la inviò all'amico Lyell pensando che Wallace non avesse ancora chiesto il permesso per la pubblicazione dei suoi scritti, e suggerì che questa dovesse essere inviata a delle riviste suggerite da Wallace stesso. In quel periodo Darwin stava vivendo una grave crisi familiare, in quanto un'epidemia di scarlattina aveva colpito in maniera molto grave il suo figlio minore, e quindi chiese a Lyell e Hooker di occuparsi del problema al suo posto. Si arrivò al compromesso di inviare un progetto in cui la paternità della teoria veniva condivisa, che Lyell e Hooker avrebbero illustrato a una presentazione alla Linnean society il 1º luglio dello stesso anno, presentando le varietà delle specie naturali da parte della selezione. La presentazione fu fatta davanti a un consesso di gente molto ristretto, e Darwin, come si è detto, non poté neppure esservi presente a causa della morte del figlio.
Nel suo libro Darwin fornisce "una lunga argomentazione" di dettagliate osservazioni, deduzioni e considerazioni sulle varie obiezioni alla sua teoria. Tra quelle che Darwin temeva di più c'era quella geologica, poiché pensava che le forme intermedie tra una specie e l'altra potessero essere trovate nelle successioni stratigrafiche (specialmente marine). Poiché i paleontologi dell'epoca non poterono fornirgli le prove che lui aveva previsto, giustificò argomentando la loro mancanza. Oggi si sa che le successioni a strati sono generalmente lacunose e che quelle continue e ricche di fossili sono rare, per cui si può citare il "Rosso Ammonitico" umbro-marchigiano con ammoniti toarciani; questi hanno mostrato una evoluzione di tipo gradualistico, fornendo a Darwin, anche se con 150 anni di ritardo, le prove da lui cercate, (Venturi e al. 2010). La sua unica allusione all'evoluzione umana è stata sottovalutata poiché 'sarà gettata la luce sull'origine dell'uomo e della sua storia'. Questa teoria è indicata con questa premessa: Come molti individui di ciascuna specie sono nati in quantità maggiori e come, di conseguenza, non vi sono state spesso lotte ricorrenti per la sopravvivenza, ne consegue che ogni essere, anche se con qualità differenti e con diverse condizioni di vita, avrà maggiori possibilità di sopravvivere e quindi, naturalmente, di essere selezionato. Dal forte principio di ereditarietà le varie selezioni tendono a propagare le nuove forme e modificazioni.

### L'origine delle specie

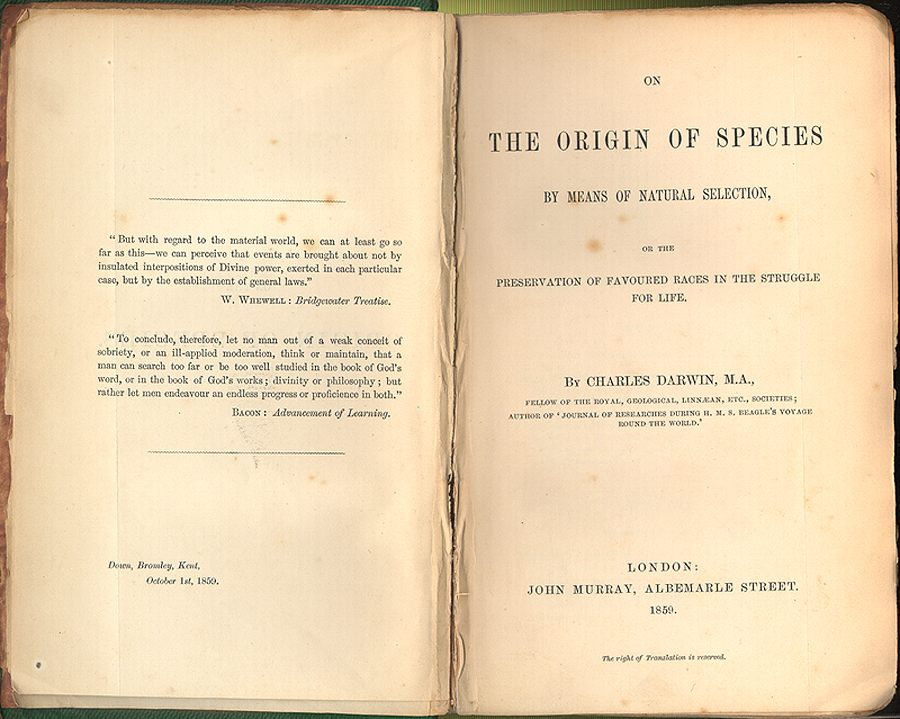
Il frontespizio dell'edizione del 1859 del L'origine delle specie

Il 1º luglio 1858, il grande amico di Darwin, Charles Lyell, assieme al collega Joseph Hooker, presentarono il breve saggio On the Tendency of Species to form Varieties; and on the Perpetuation of Varieties and Species by Natural Means of Selection, alla Linnean Society di Londra, a un pubblico piuttosto ristretto.
Era composto da due articoli: il primo di Alfred Russel Wallace, del febbraio 1858, in cui Wallace aveva esposto la formulazione di una sua teoria sull'origine delle specie, da lui sviluppata indipendentemente, con molti punti in contatto con quella di Darwin e il secondo, scritto da Darwin nel 1844, che comprendeva la sua teoria riguardo all'Origine delle specie per mezzo della selezione naturale. Darwin non poté essere presente per la morte del figlio minore. Questo fu poi pubblicato nell'agosto 1858.
Il saggio completo di Darwin sull'argomento, titolato L'origine delle specie, fu pubblicato un anno più tardi, il 24 novembre 1859; tanto era l'interesse suscitato dalla sua opera che la prima edizione (in 1250 copie) andò esaurita il giorno stesso.
Negli anni seguenti pubblicò La variazione degli animali e delle piante allo stato domestico, L'origine dell'uomo e la selezione sessuale e L'espressione delle emozioni nell'uomo e negli animali. Darwin sviluppò altri temi soltanto abbozzati o neppure accennati ne L'origine delle specie. Per esempio, ne L'origine dell'Uomo e la selezione sessuale, Darwin aggiunse alla selezione naturale, come meccanismo di selezione, anche la selezione sessuale, dovuta alla "scelta femminile" (o in alcuni casi maschile) che spinge uno dei due sessi a sviluppare caratteri sessuali secondari abnormi e, in apparenza, in contrasto con la sopravvivenza e quindi la fitness individuale, come i palchi dei maschi dei cervi europei (Cervus elaphus) o la coda, sempre nei maschi, del pavone (Pavo cristatus). Ne L'espressione delle emozioni negli animali e nell'uomo, Darwin abbozzò per la prima volta lo studio del comportamento animale secondo una prospettiva evoluzionistica, che avrebbe dato spunto nel secolo successivo all'etologia.
Nonostante le profonde modifiche cui è andata (e va) incontro anche ai giorni nostri la teoria dell'evoluzione per selezione naturale, le riflessioni di Darwin sono ancor oggi la base e il presupposto scientifico per lo studio della vita e della sua evoluzione; unica lacuna importante nel sistema darwiniano era la mancanza di conoscenza dei meccanismi dell'ereditarietà genetica (i lavori di Gregor Mendel non erano ancora pubblicamente noti). La relativa teoria della Pangenesi venne superata col neodarwinismo.

### Morte e funerale

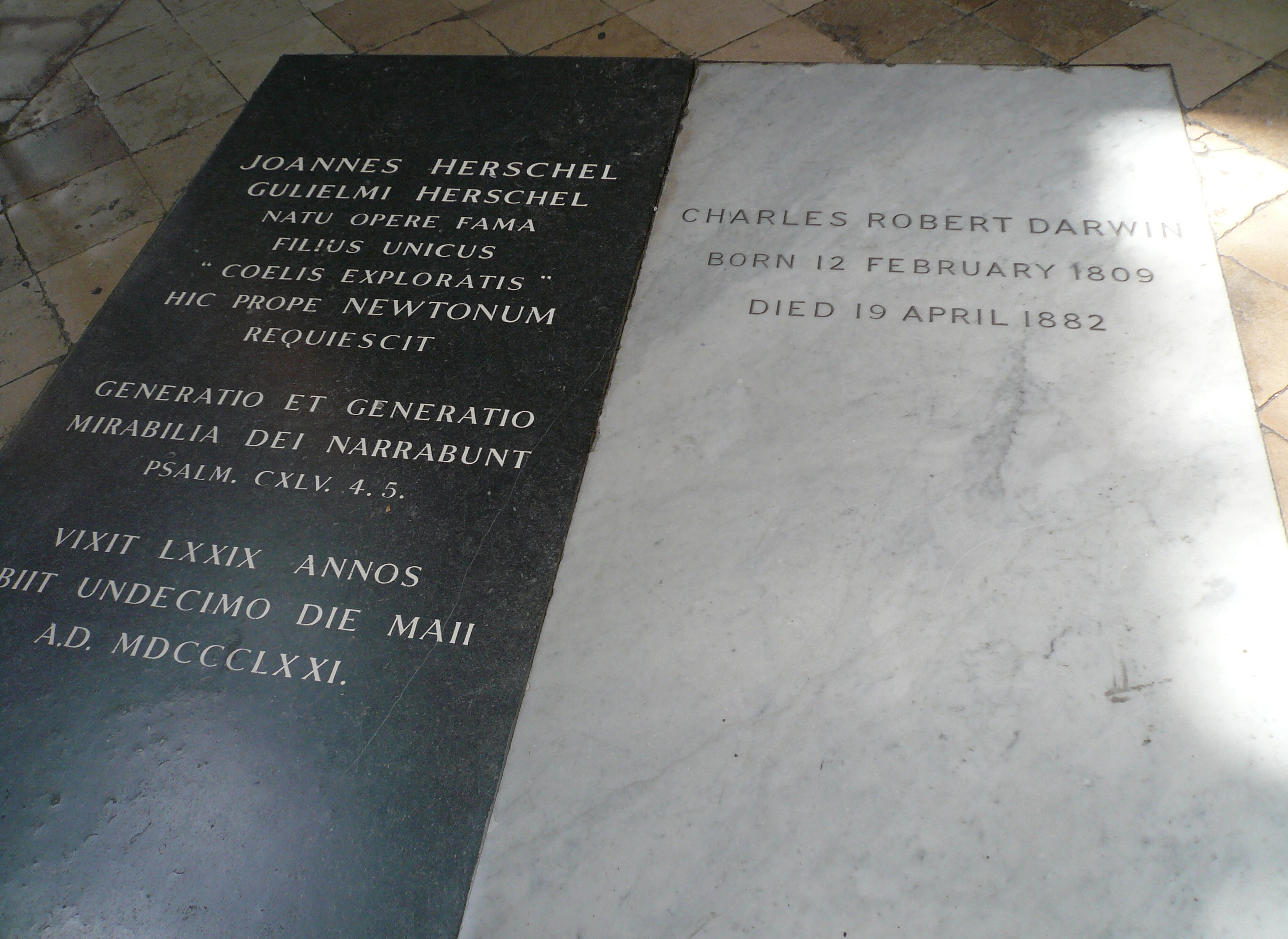
Le tombe adiacenti degli scienziati John Herschel e Charles Darwin nella navata dell'Abbazia di Westminster, Londra

Nel 1882 gli fu diagnosticata quella che venne chiamata “angina pectoris”, che allora significava trombosi coronarica. Al momento della sua morte, i medici diagnosticarono "attacchi anginosi" e "insufficienza cardiaca"; da allora ci sono state speculazioni accademiche sui suoi problemi di salute per tutta la vita.
Morì a Down House il 19 aprile 1882. Le sue ultime parole furono rivolte alla sua famiglia, dicendo ad Emma:

"Non ho la minima paura della morte - Ricordati che buona moglie sei stata con me - Di' a tutti i miei figli di ricordarsi quanto sono stati buoni con me". Mentre lei riposava, disse ripetutamente ad Henrietta e Francis: "Vale quasi la pena di essere malato per essere curato da te".

Si aspettava di essere sepolto nel cimitero di St Mary a Downe, ma su richiesta dei colleghi di Darwin, dopo una petizione pubblica e parlamentare, William Spottiswoode (presidente della Royal Society) fece in modo che Darwin fosse onorato con la sepoltura nell'Abbazia di Westminster, vicino a John Herschel e Isaac Newton. Al funerale, svoltosi mercoledì 26 aprile, parteciparono migliaia di persone, tra cui familiari, amici, scienziati, filosofi e dignitari.

## Rapporto con la chiesa

Caricatura di Darwin raffigurato come scimmia

Charles Darwin discendeva da un ambiente anticonformista. Vari membri della sua famiglia erano liberi pensatori, apertamente privi di credenze religiose convenzionali; egli, tuttavia, inizialmente non dubitò della verità letterale della Bibbia. Frequentò una scuola anglicana, poi a Cambridge studiò teologia anglicana. Nonostante ciò, il contatto con la natura e la pratica scientifica cominciarono a condurlo su posizioni scettiche.
Il viaggio sull'HMS Beagle e lo studio degli ecosistemi nel loro evolvere gli fece comprendere come non la finalità, ma la casualità potesse giocare un ruolo fondamentale nei mutamenti del vivente. Darwin sottopose ad analisi rigorosa tutti gli scenari biologici che incontrava, rimanendo perplesso, per esempio, di fronte al fatto che le belle creature degli abissi oceanici fossero state create dove nessuno le poteva vedere, e rabbrividendo alla vista di una vespa che paralizzava bruchi e li offriva come cibo vivo alle proprie larve; considerò che quest'ultimo caso era in contraddizione con la visione di William Paley di un progetto benefico.
Mentre era sul Beagle, Darwin era però rimasto ortodosso, e citava la Bibbia come un'autorità nella morale, ma aveva cominciato a vedere la storia del Vecchio Testamento come falsa e inaffidabile. Dopo il suo ritorno, investigò la trasmutazione delle specie. Sapeva che i suoi amici naturalisti ecclesiastici la ritenevano un'orrenda eresia, che minava le giustificazioni miracolose per l'ordine sociale, e sapeva che tali idee rivoluzionarie erano sgradite specialmente in un momento in cui la posizione raggiunta dalla Chiesa anglicana era attaccata dai dissidenti radicali e dagli atei.
Mentre stava sviluppando segretamente la sua teoria della selezione naturale, continuò a dare sostegno alla Chiesa locale e ad aiutare con il lavoro parrocchiale, ma di domenica faceva una passeggiata mentre la sua famiglia andava a messa. Charles Darwin riferì nella sua biografia del nonno Erasmus Darwin, di come venissero fatte circolare delle storie false che sostenevano che Erasmus avesse invocato Gesù sul letto di morte.
Storie molto simili vennero fatte circolare dopo la morte di Charles, di cui la più importante è la "Storia della Signora Speranza", pubblicata nel 1915, che sosteneva che Darwin si fosse convertito sul suo letto di malattia. Tali storie sono state propagate da alcuni gruppi cristiani al punto da diventare leggende urbane, sebbene queste asserzioni siano state smentite dai figli e siano state rigettate come false dagli storici.
Mentre nell'edizione originale del 1859 Darwin non menzionava il Creatore, nelle successive edizioni lo aggiunse come inciso nella penultima frase dell'Origine: "Nella vita, con le sue diverse forze, originariamente impresse dal Creatore in poche forme, o in una forma sola, vi è qualcosa di grandioso; e mentre il nostro Pianeta ha continuato a ruotare secondo l'immutabile legge di gravità, da un semplice inizio innumerevoli forme, bellissime e meravigliose, si sono evolute e continuano a evolversi". Interrogato sull'uso del termine “creatore”, Darwin rispose: “Mi sono a lungo pentito di aver ceduto all'opinione pubblica, e di aver usato il termine pentateucale di creazione, con il quale intendevo in realtà dire “apparso” per qualche processo interamente ignoto.”
Nonostante le teorie di Darwin vengano comunemente ritenute un'alternativa alla presenza di un Creatore all'origine della vita (anche se la Chiesa cattolica e alcune altre denominazioni cristiane accettano l'evoluzionismo, senza considerare però la casualità il motore dell'evoluzione e credendo che l'anima infusa nell'homo sapiens sia diversa da quelle dei suoi predecessori), Darwin stesso appare come un uomo che continua a porsi domande - sia sul piano scientifico sia spirituale - piuttosto che come una persona che ha trovato risposte definitive. In una lettera datata 22 maggio 1860 indirizzata al botanico statunitense Asa Gray, coetaneo e strenuo difensore della teoria dell'evoluzione e della selezione naturale, Darwin espone la propria perplessità riguardo all'esistenza di un progetto benevolo, ma conclude: "Non posso per niente accontentarmi di vedere questo meraviglioso Universo e soprattutto la natura dell'uomo e di dedurne che tutto è il risultato di una forza cieca. Sono incline a vedere in ogni cosa il risultato di leggi specificamente progettate, mentre i dettagli, buoni o cattivi che siano, sono lasciati all'azione di ciò che si può chiamare caso. Non che questa opinione mi soddisfi del tutto. Percepisco nel mio intimo che l'intera questione è troppo profonda per l'intelligenza umana. È come se un cane tentasse di speculare sulla mente di Newton, ognuno speri e creda come può".
Darwin ebbe dunque pensieri piuttosto altalenanti durante la sua vita in merito alla religione e a Dio, e così si espresse nella sua "Autobiografia":

Un altro argomento a favore dell'esistenza di Dio, connesso con la ragione più che col sentimento, e a mio avviso molto importante, è l'estrema difficoltà, l'impossibilità quasi, di concepire l'universo, immenso e meraviglioso, e l'uomo, con la sua capacità di guardare verso il passato e verso il futuro, come il risultato di un mero caso o di una cieca necessità. Questo pensiero mi costringe a ricorrere a una Causa Prima dotata di un'intelligenza in certo modo analoga a quella dell'uomo; e mi merito così l'appellativo di teista. Questa conclusione, a quanto ricordo, era ben radicata nella mia mente al tempo in cui scrissi l'Origine delle specie; ma in seguito, dopo molti alti e bassi, si è gradualmente indebolita. Da Autobiografia 1809-1882. Con l'aggiunta dei passi omessi nelle precedenti edizioni, appendice e note a cura della nipote Nora Barlow, prefazione di Giuseppe Montalenti, traduzione di Luciana Fratini, Einaudi, Torino, 1964.

In una lettera così rispondeva: "Ma potrei dire che l'impossibilità di concepire che quest'universo grandioso e meraviglioso, con i nostri sé coscienti, sia scaturito dal caso, a me pare l'argomento principe a favore dell'esistenza di Dio; ma sebbene questo sia un argomento di valore effettivo, io non sono mai stato in grado di decidermi. Sono consapevole che se si ammette una causa prima, la mente brama ancora di sapere da dove questa è venuta, come si è generata."
Sul considerarsi ateo affermò: 

"Nelle mie fluttuazioni più estreme, non sono mai stato un ateo nel senso di negare l'esistenza di un dio. Ritengo generalmente (e sempre di più invecchiando), ma non sempre, che agnostico corrisponderebbe alla definizione più corretta della mia condizione intellettuale".

Nel 2009, a duecento anni dalla nascita di Darwin, la Chiesa anglicana decise di scusarsi in maniera ufficiale per non aver compreso la teoria dell'evoluzione.

## Influenza sui posteri
Se l'uomo del XXI secolo osserva il mondo con un atteggiamento differente rispetto agli uomini nati durante l'epoca vittoriana, uno dei principali artefici di questo mutamento è certamente Darwin, per una serie di motivi:
- Il darwinismo, escludendo ogni fenomeno e causa soprannaturale e usando strumenti di indagine rigorosamente scientifici, quindi materialistici, entra in conflitto con il pensiero metafisico tramandato dalla religione cristiana. Per quanto fin dall'inizio del Settecento, prima della pubblicazione delle opere di Darwin, l'ipotesi di un Dio creatore appariva ormai non plausibile per spiegare la realtà del mondo, con l'evoluzionismo l'idea diventava, per molti versi, oziosa. Questo a meno di ammettere con Newton e contro Leibniz che Dio continuasse ad "aggiustare" l'evoluzione del cosmo in corso d'opera, ipotizzando una creazione "continua".
- Il darwinismo mette in luce le lacune presenti nel modello dei cosiddetti tipologi o "fissisti", che sostenevano l'immodificabilità del mondo biologico in quanto creato da Dio in modo definitivo.
- Le teorie della selezione naturale consentono di mettere in discussione le argomentazioni finalistiche che sostenevano che qualunque cosa presente in natura avesse un fine predeterminato.
- Anche il determinismo viene messo in discussione, con il suo concetto pregnante di poter prevedere, costantemente, il futuro, una volta noti gli elementi del mondo attuale e i suoi processi.

## Opere

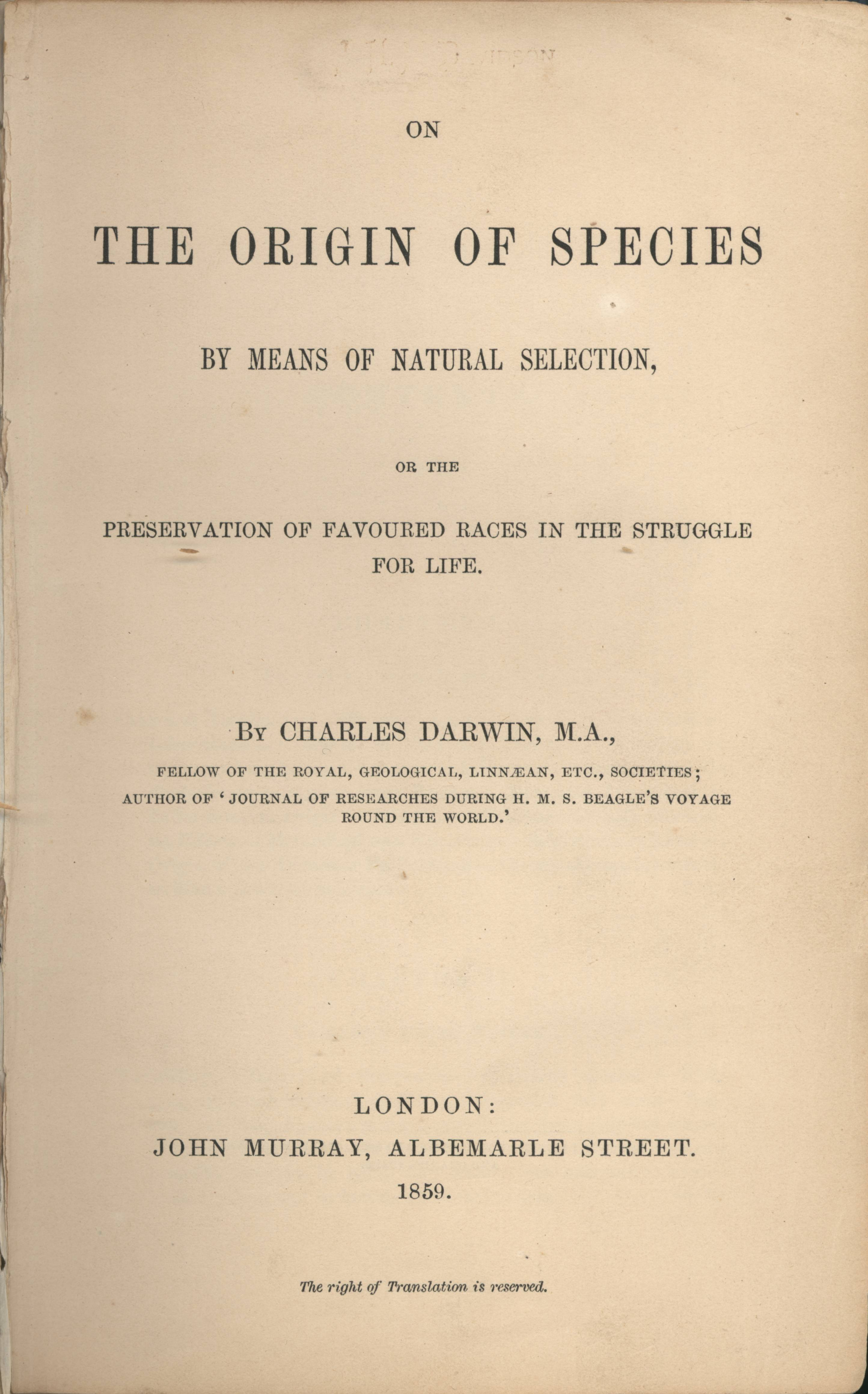
L'origine delle specie

- 1829–1832:  Charles Darwin, Records of captured insects, in James Francis Stephens, Illustrations of British entomology.[14]
- 1835: Extracts from Letters to Henslow
- 1836:  Robert FitzRoy e Charles Darwin, A letter, containing remarks on the moral state of Tahiti, New Zealand, &c.
- 1838–1843: Zoology of the Voyage of H.M.S. Beagle
- 1839 Questions About the Breeding of Animals
- 1839: Journal and Remarks (The Voyage of the Beagle)
- 1841: The Gardeners' Chronicle (contributore)
- 1842 Schizzo a matita del 1842
- 1844 Saggio del 1844
- Geology of The Voyage of The Beagle, concepita come opera unica, poi suddivisa in:
  - 1842: The Structure and Distribution of Coral Reefs
  - 1844: Geological Observations on the Volcanic Islands visited during the voyage of H.M.S. Beagle
  - 1846: Geological Observations on South America
- 1849:  Charles Darwin, Geology, in John Herschel, A Manual of Scientific Enquiry: prepared for the use of Her Majesty's Navy and adapted for travellers in general .
- 1851: A Monograph of the Sub-class Cirripedia, with Figures of all the Species. The Lepadidae; or, Pedunculated Cirripedes.
- 1851: A Monograph on the Fossil Lepadidae; or, Pedunculated Cirripedes of Great Britain
- 1854: A Monograph of the Sub-class Cirripedia, with Figures of all the Species. The Balanidae (or Sessile Cirripedes); the Verrucidae, etc.
- 1854: A Monograph on the Fossil Balanidæ and Verrucidæ of Great Britain
- 1856-1858 Natural Selection
- 1858: On the Tendency of Species to form Varieties; and on the Perpetuation of Varieties and Species by Natural Means of Selection (Extract from an unpublished Work on Species)
- 1859: L'origine delle specie (On the Origin of Species by Means of Natural Selection, or the Preservation of Favoured Races in the Struggle for Life)
- 1862: On the various contrivances by which British and foreign orchids are fertilised by insects
- 1868: La variazione degli animali e delle piante allo stato domestico (The Variation of Animals and Plants under Domestication)
- 1871: L'origine dell'uomo e la selezione sessuale (The Descent of Man, and Selection in Relation to Sex)
- 1872: L'espressione delle emozioni nell'uomo e negli animali (The Expression of Emotions in Man and Animals)
- 1875: Movement and Habits of Climbing Plants
- 1875: Insectivorous Plants
- 1876: The Effects of Cross and Self-Fertilisation in the Vegetable Kingdom
- 1877: The Different Forms of Flowers on Plants of the Same Species
- 1880: The Power of Movement in Plants
- 1881: The Formation of Vegetable Mould Through the Action of Worms
- 1887: Recollections of the development of my mind and character

### Lettere e corrispondenza
Tutta la corrispondenza scientifica di Darwin, che il naturalista scambiava attivamente con gli studiosi del suo tempo, è stata resa disponibile in rete tramite il  Darwin Correspondence Project (archiviato dall'url originale il 1º dicembre 2018). dall'Università di Cambridge. Fra i principali corrispondenti di Darwin vi sono: Charles Lyell uno dei fondatori della Geologia, Asa Gray e Joseph Dalton Hooker botanici, Thomas Henry Huxley zoologo e impetuoso difensore della teoria evolutiva nei dibattiti pubblici, e Alfred Russel Wallace il naturalista che, contemporaneamente a Darwin, intuì il problema delle variazioni della specie.
- 1887: Life and Letters of Charles Darwin, (ed. Francis Darwin)
- 1903: More Letters of Charles Darwin, (ed. Francis Darwin and A.C. Seward)

## Il Darwin Day
Nel Regno Unito, ci fu uno speciale commemorativo in cui si rilasciò una moneta da due sterline che mostrava un ritratto di Darwin di fronte a uno scimpanzé circondato dalla scritta 1809 - DARWIN - 2009, e nel bordo l'iscrizione 'SULLA ORIGINE DELLE SPECIE 1859'. Il collettore della medaglia sarà rilasciato come premio, e durante l'anno le monete saranno disponibili da parte di banche e uffici postali al valore nominale. Per celebrare la vita di Darwin e dei suoi risultati, la BBC ha commissionato numerosi programmi televisivi e radiofonici noti collettivamente come la BBC Darwin Season. Nel settembre 2008, per la Chiesa d'Inghilterra il 200º anniversario della sua nascita è stato un momento di ricordo e di scuse nei confronti di Darwin "Le incomprensioni sono nate dalla nostra prima reazione sbagliata, incoraggiando altri a fraintendere le nostre intenzioni". Il Darwin Day è diventato una celebrazione annuale, il bicentenario della nascita di Darwin e il 150º anniversario della pubblicazione di L'origine delle specie, vengono celebrati da eventi e pubblicazioni in tutto il mondo.

## Nella cultura di massa
- Darwin appare nel videogioco Assassin's Creed: Syndicate diventando amico dei protagonisti Jacob ed Evie Frye. Nello stesso gioco esiste un DLC chiamato "Il complotto di Darwin e Dickens" dove Darwin insieme a Dickens cercano di aiutare un amico.
- Nel romanzo Questa creatura delle tenebre (The things of darkness) di Harry Thompson, è uno dei protagonisti insieme al capitano della HMS Beagle Robert FitzRoy.
- Nel romanzo New Weird The Gottingen Accident, di James Mordechai, Charles Darwin acquisisce poteri sovranaturali che lo aiuteranno insieme a Marie Curie a sconfiggere un malvagio Bernhard Riemann che vuole sconvolgere l'Universo con l'uso della geometria non-euclidea.
- L'album Endless Forms Most Beautiful dei Nightwish è ispirato alla teoria evoluzionistica di Darwin.
- Darwin è presente fra i personaggi principali, nel film d'animazione del 2012 Pirati! Briganti da strapazzo.
- Darwin appare ne I Dalton, nell'episodio "Bisonti astuti".
- Appare anche in Sissi, la giovane imperatrice, nell'episodio "La lezione di Darwin".
- Nel film Creation (2009), Darwin viene interpretato da Paul Bettany.
- A lui è dedicata la trasmissione Ciao Darwin, andata in onda su Canale 5 e condotta da Paolo Bonolis e Luca Laurenti.
- Appare nel film di animazione Estinti.... o quasi.

## Riconoscimenti
- Nel 1853 ha ricevuto la Medaglia Royal della Royal Society.
- Nel 1858 la Medaglia Wollaston dalla Geological Society.
- Il Darwin College di Cambridge, fondato nel 1964, è a lui intitolato.

### Onorificenze
| Darwin è l'abbreviazione standard utilizzata per le piante descritte da Charles Darwin. Consulta l'elenco delle piante assegnate a questo autore dall'IPNI. |

| Darwin è l'abbreviazione standard utilizzata per le specie animali descritte da Charles Darwin. Categoria:Taxa classificati da Charles Darwin |